# Ilja Dmitrijewitsch Iwanjuk
Ilja Dmitrijewitsch Iwanjuk (russisch Илья Дмитриевич Иванюк; englisch Ilya Ivanyuk; * 9. März 1993 in Krasny) ist ein russischer Hochspringer.

## Sportliche Laufbahn
Erste internationale Erfahrungen sammelte Ilja Iwanjuk bei den Juniorenweltmeisterschaften 2012 in Barcelona, bei denen er mit 2,21 m den vierten Platz belegte. 2013 startete er bei den U23-Europameisterschaften in Tampere und übersprang dort ebenfalls 2,21 m und wurde damit Sechster. Zwei Jahre später siegte er bei den U23-Europameisterschaften im estnischen Tallinn mit 2,30 m vor dem Israeli Dmitry Kroyter (2,24 Meter) und dem Briten Chris Kandu (2,21 Meter).
Unter neutraler Flagge startend belegte Iwanjuk bei den Weltmeisterschaften 2017 in London im Finale mit 2,25 m Platz sechs. 2018 errang er bei den Europameisterschaften in Berlin mit einer Sprunghöhe von 2,31 Metern hinter dem Deutschen Mateusz Przybylko und dem Weißrussen Maksim Nedassekau die Bronzemedaille.
Bei den Weltmeisterschaften 2019 gewann er Bronze mit neuer Persönlicher Bestleistung von 2,35 m.

## Persönliche Bestleistungen
- Hochsprung: 2,35 m, 4. Oktober 2019 in Doha
  - Hochsprung (Halle): 2,31 m, 5. Februar 2017 in Moskau